# Église Saint-Jean-Baptiste de Lège
L'église Saint-Jean-Baptiste de Lège est une église catholique située à Lège, dans le département français de la Haute-Garonne en France.

## Présentation
La première église daterai du XIIIe siècle selon le pouillé du Comminges de 1387.
En 1834, la commune demande des subventions pour faire des réparations de l'église.
Non réparée en raison du manque de moyens financiers, l'église s'effondre en 1867. L'église est reconstruite en 1874, le nouveau clocher est construit à partir de 1903.

## Description

### Extérieur
Sont inscrits à l'inventaire des monuments historiques :
- Une cloche en bronze datée de 1760[1].
- Le mécanisme d'horloge du clocher réalisé par Dominique Mengarduque (horloger à Saccourvielle) daté de 1891[2].

Auge cinéraire
À l'entrée du cimetière est placée une auge cinéraire en marbre blanc datant de l'époque gallo-romaine. Dessus sont représentées des figures géométriques, des fleurs et des grappes de raisin avec des feuilles de vigne. Elle proviendrait d'une nécropole antique où a été construite l'église.

### Intérieur
Les tableaux du chemin de croix sont placés sur les murs de l'église.

#### Lechœur

##### Les maîtres-autels
L'ancien
L'ancien maître-autel est en plâtre.
Il était utilisé avant le concile Vatican II, lorsque le prêtre célébrait la messe dos aux fidèles.
Sur la façade sont représentés :
- Trois personnages :

À droite et à gauche, un évangéliste, au centre, le Christ pantocrator ;
- Et deux scènes de la vie de saint Jean le Baptiste :

À gauche, La Prédication de saint Jean-Baptiste, à droite, la décollation de saint Jean-Baptiste.
Le nouveau
Le nouveau est en bois, il est recouvert d'un voile.
Il a été mis en place après le concile Vatican II, ainsi le prêtre célèbre la messe face aux fidèles.

##### Le tabernacle et ciborium
Le tabernacle à ailes et le ciborium sont en plâtre.
Dans les niches des ailes du tabernacle sont placées des statuettes :
- à gauche, saint Roch[3] ;
- à droite, la Vierge à l'Enfant.

Au centre, sur la porte du réceptacle est représenté le Christ pantocrator.
Sur la tabernacle sont placées des statues :
- à gauche, un saint évêque (saint Saturnin ou saint Blaise (saint patron des agriculteurs)) ;
- au centre, un crucifix ;
- à droite, saint Jean le Baptiste.

##### Lesculs-de-lampe
Blason 1
Séparés en quatre parties, les deux symboles sont représentés deux fois.
- Un lion ;
- Deux bandes parallèles en diagonale.

Blason 2
- L'ancre devant représenter une des vertus théologales, l'espérance ;
- Une croix tréflée ;
- Le monogramme marial composé des lettres A et M entrelacées, initiales de l’Ave Maria.

##### Chapelle de laVierge Marie
L'autel et le tabernacle sont en bois.

## Mobilier
Sont inscrits à l'inventaire des monuments historiques :
- Une statuette de saint Roch en bois sculpté et doré daté du XVIIe au XVIIIe siècle[3].
- Un chasuble en soie blanc brodé de bouquets de roses et de l'Agneau de Dieu datant du milieu du XIXe siècle[4].
- Un ostensoir avec deux têtes d'anges en bois taillé (matériau pourtant interdit par l'Église dès le 9e siècle) datant du XVIIIe siècle[5].

## Galerie

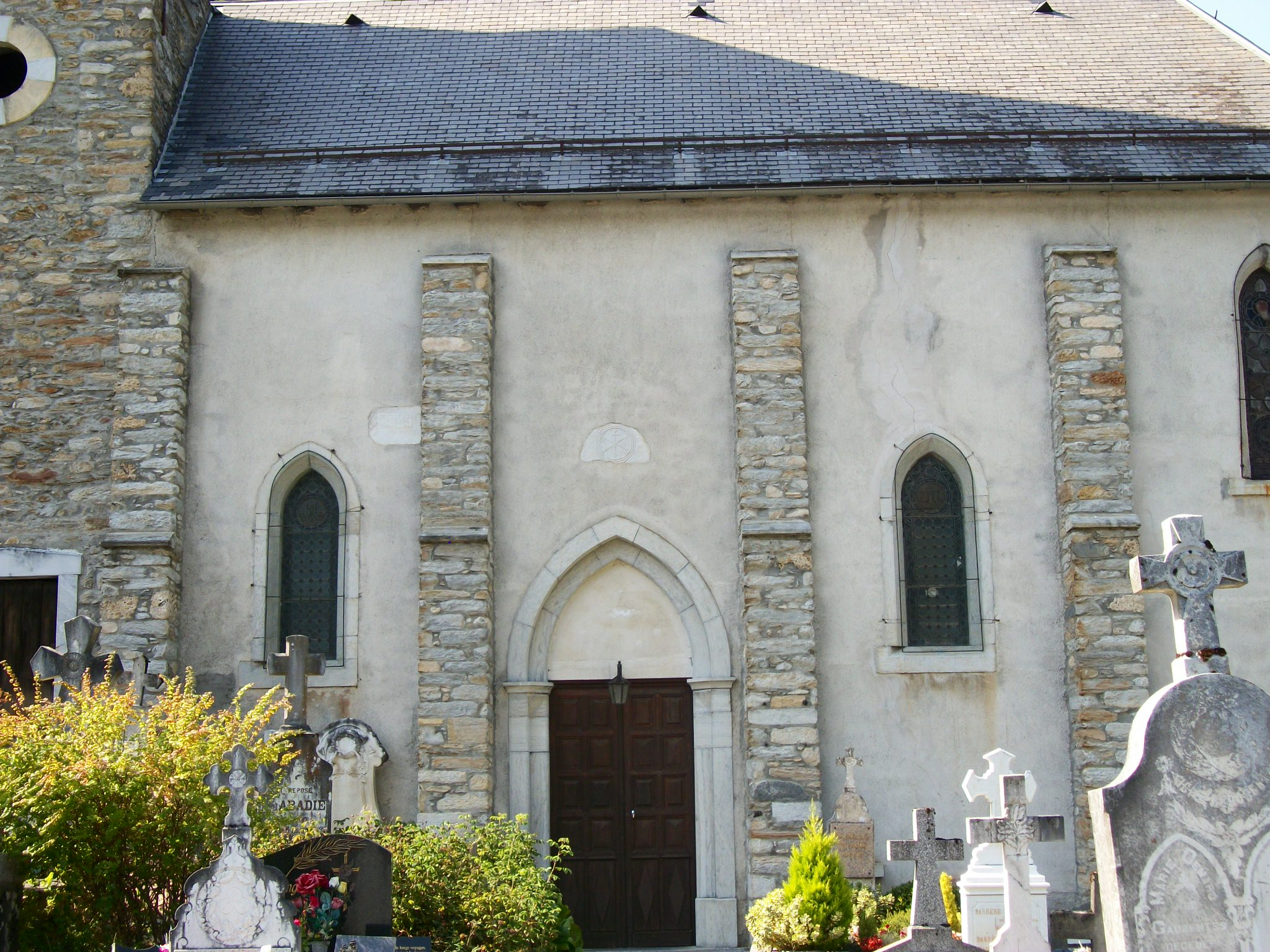
L'entrée de l'église.
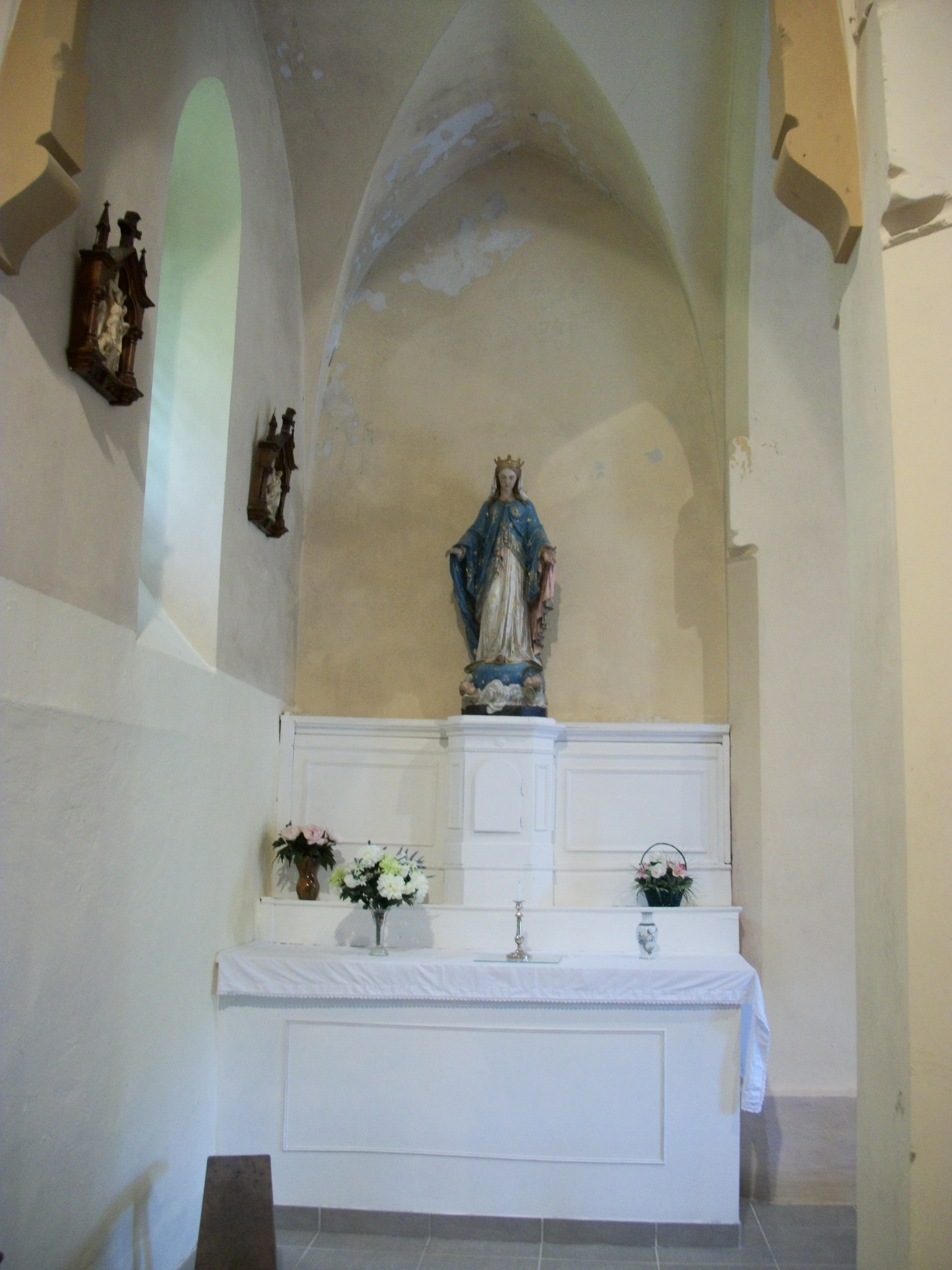
Autel et taberncale
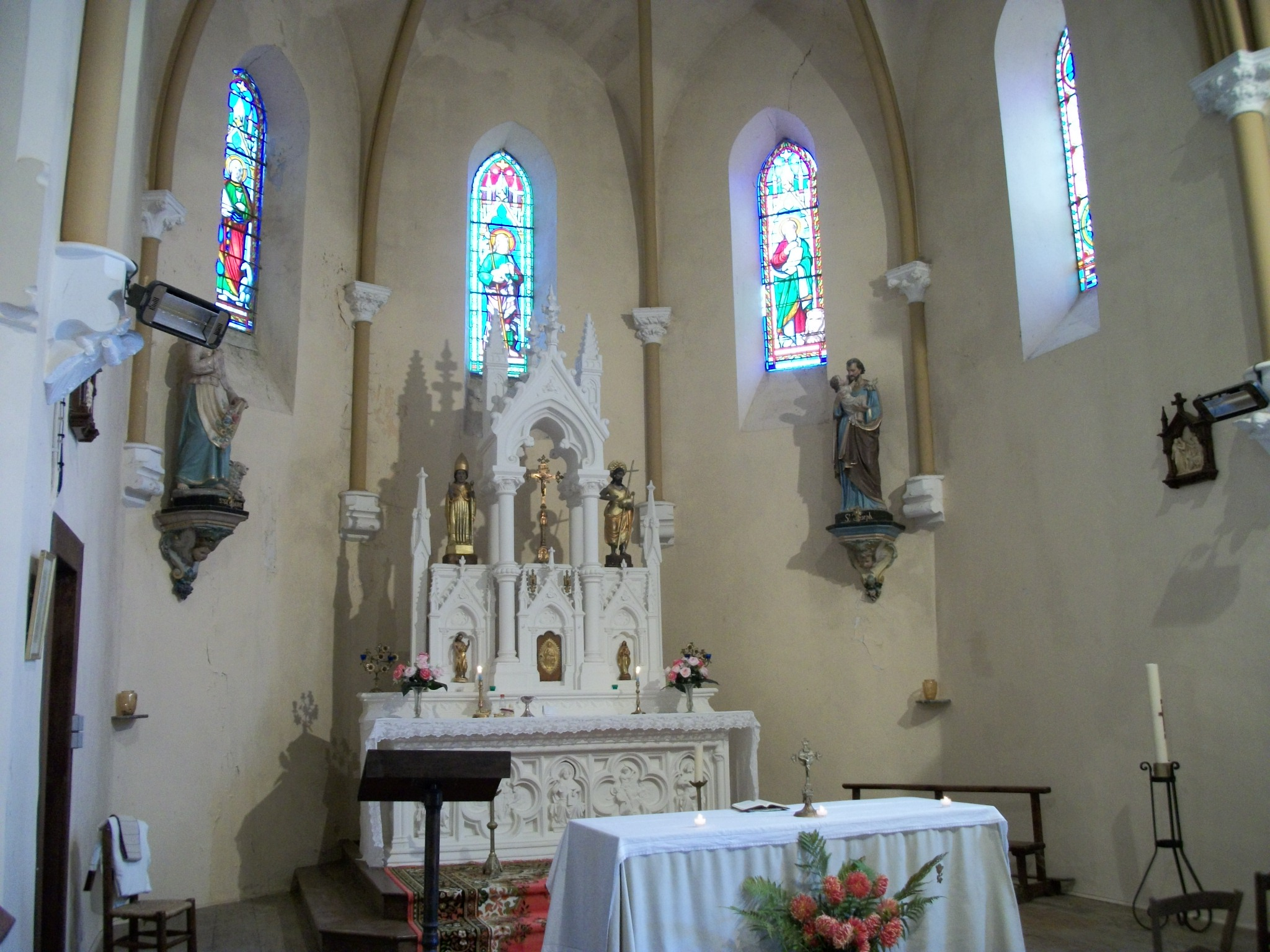
Le chœur
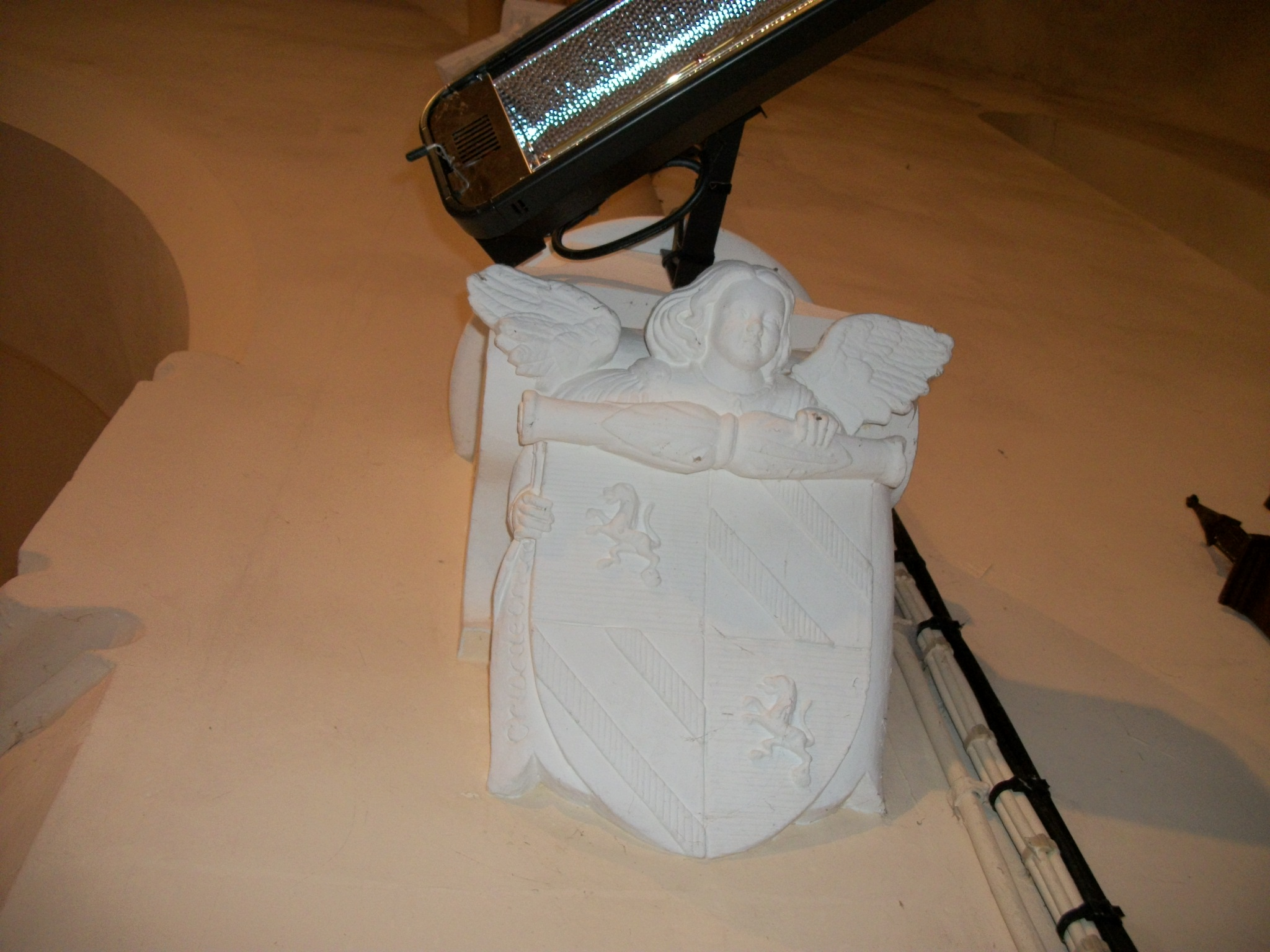
(Blason 1) Cul-de-lampe où est représenté un ange tenant un blason